# YK35
YK35（わいけーさんじゅうご）とは、日本酒の製法に関する俗説の一つ。

## 概要
原料の酒米には山田錦を使い(Y)、『ころ』で知られる熊本県酒造研究所で分離されたきょうかい9号(K)という酵母を使い、精米歩合を35％まで高めれば(35)、良い酒ができて鑑評会でも金賞が取れる、とした公式めいた語をさす。
「K」の所以は「香露」・「熊本」・「きょうかい」・「9号」の四説あり、いずれも子音のk音に由来する。

## 歴史
昭和60年（1985年）ごろ広島県で言われ始めたとされている。「千福」の蔵元三宅本店で杜氏を務めた土居恒夫が創作したとされる。
以後1990年代にかけて酒造関係者のあいだで実しやかに語り広められ、やがて鑑評会に出品される酒は「Y」と「K」はどれも同じで精米歩合が競い合いの対象となり、しだいにその競い合いが市販酒にまで拡大されていった。